# Алексеевка (Тихвинский сельсовет)
Алексе́евка — деревня в Добринском районе Липецкой области России. Входит в состав Тихвинского сельсовета.

## География
Расположено на левом берегу реки Плавица. На юге граничит с деревней Малая Плавица.

## История
Земли поселения входили в состав Тихвинской волости Усманского уезда Тамбовской губернии.
В списке населенных мест Тихвинской волости на 1914 год деревня Алексеевка не значится.
Возникла в ходе землеустроительных работ в ранний советский период в ходе расселения крестьян на бывшие частновладельческие земли.

## Население
| 2010 |
| ---- |
| 5    |